# Tinodes akanda
Tinodes akanda är en nattsländeart som beskrevs av Schmid 1972. Tinodes akanda ingår i släktet Tinodes och familjen tunnelnattsländor. Inga underarter finns listade i Catalogue of Life.